# Karleby Præstegård
Karleby Præstegård er en trelænget præstegård, der ligger umiddelbart sydøst for Karleby Kirke i landsbyen Karleby på Falster. Den stråtækte hovedbygning i bindingsværk er dateret til 1770 og de to sammenbyggede avlslænger stammer fra omkring 1740. Adgang til gårdspladsen sker via en portåbning i vestlængen. Haven, der ligger sydøst for bygningskomplekset, har mange gamle træer og sjældne planter. Bygningen blev fredet i 1950.

## Historie
Præstegården blev oprindeligt opført som et firlænget kompleks med en årdsplads i midten. De tre økonomilænger avlsgården, blev opført i 1740 til pastor Oluf Larsen Biering. Han blev efterfulgt provst Peder Pedersen Hiort (1703-1753). Hiort havde en usædvanlig baggrund som tidligere danselærer. Han var gift med den tidligere skuespiller Maren Magdalene Lerche.
Jakob Borch (1722–1801) tjente som præst for Karleby-Horreby-Nørre Ørslev fra 1763 til sin dæd i 1801. Han var netop hjemvendt fra Grønland, hvor han havde været missionær Holsteinsborg. I 1766–70 erstattede han den gamle hovedlænge med en nyere bygning. Den blev opført med byggematerialer far Nykøbing Slot. I 1814–16 blev bygningen udvidet med en kort sidelænge (kapellanfløjen) af provst Hans Resen Steenstrup.
Den sydlige stald-længe blev nedrevet i 1923. De tre tilbageværende længer blev fredet i 1950. Interiøret havde kort inden fredningen gennemgået omfattende ændringer. Beboelsesdelen blev renoveret i 2005–2007.

## Arkitektur
Hovedlængen ligger på østsiden af gårdspladsen og er 24 fag lang. Det er en hvidkalket bindingsværksbygning. Den har to kviste og er stråtrækt og har tre skorstene. Den korte sidelænge er opført i mursten.
den nordlige staldbygning og laden mod vest er ligeledes opført i bindingsværk. De er delvist hvidkalkede og har rødmalet tømmer og gule tavler.

## Have
I haven står et platantræn, der blev plantet samme år som hovedlængen blev opført (1770).